# Wilhelm Scheibein
Wilhelm Scheibein (* 17. Mai 1869 in Bantice, Mähren; † 18. April 1936 in Innsbruck) war ein österreichischer Politiker der Sozialdemokratischen Arbeiterpartei (SdP).

## Ausbildung und Beruf
Nach dem Besuch der Volksschule besuchte er eine Staatsgewerbeschule in Wien. Danach lernte er den Beruf des Tischlers und arbeitete in einer Zuckerfabrik. Später wurde er Eisenbahnbediensteter und am Ende Oberrevident der Bundesbahnen.

## Politische Funktionen
- Mitglied des Innsbrucker Gemeinderates
- Abgeordneter zum Tiroler Landtag

Er war auch einer der Gründer der Kammer für Arbeiter und Angestellte für Tirol und später auch deren Präsident.

## Politische Mandate
- 4. März 1919 bis 9. November 1920: Mitglied der Konstituierenden Nationalversammlung, SdP
- 10. November 1920 bis 1. Oktober 1930: Mitglied des Nationalrates (I., II. und III. Gesetzgebungsperiode), SdP
- 2. Dezember 1930 bis 17. Februar 1934: Mitglied des Nationalrates (IV. Gesetzgebungsperiode), SdP